# Paphiopedilum victoria-mariae
Paphiopedilum victoria-mariae är en orkidéart som först beskrevs av Henry Frederick Conrad Sander och Maxwell Tylden Masters, och fick sitt nu gällande namn av Robert Allen Rolfe. Paphiopedilum victoria-mariae ingår i släktet Paphiopedilum och familjen orkidéer. Inga underarter finns listade i Catalogue of Life.